# Herbert Schweiger
Herbert Schweiger (Spital am Semmering, 22 de febrero de 1924-Neuberg an der Mürz, 5 de julio de 2011) fue uno de los más célebres periodistas ultraderechistas de Austria. El Archivo Documental de la Resistencia Austriaca lo señalaba como «una eminencia gris de la escena neonazi austro-alemana».

## Vida
Su hogar paterno era nacionalista alemán, y ya en su adolescencia se relacionaba con las Juventudes Hitlerianas. A los diecisiete años se alistó voluntariamente a las Waffen-SS. En julio de 1941 se formó como gastador en la 1.ª División Leibstandarte SS Adolf Hitler y fue enviado al frente oriental. Después de ser herido y de recibir varios cursos, algunos en la SS-Junkerschule de Braunschweig, fue nombrado Untersturmführer. Al finalizar la Segunda Guerra Mundial fue prisionero de guerra de los Estados Unidos.

## Trayectoria a partir de 1945
Después de su liberación estuvo activo en la Heimkehrer Hilfs- und Betreuungsstelle (HHB). En 1953 fue presidente de la Asociación de Independientes de Estiria. En 1956 fue el candidato principal del Partido de la Libertad de Austria en Graz. Además fue el fundador de la organización del estado federado de Estiria del Partido Nacionaldemocrático, formación política creada por Norbert Burger en 1967, y que fue prohibida en 1988 debido a su ideario nazi.
Mantuvo vínculos con la organización Deutsches Kulturwerk Europäischen Geistes, para la que impartía conferencias en Austria y Alemania. También colaboró con la Wiking-Jugend, la Gesellschaft für freie Publizistik, la Freundeskreis Ulrich von Hutten, la Nationaldemokratischer Hochschul-Bund y con eventos del Partido Nacionaldemócrata de Alemania y del Junge Nationaldemokraten.

### Negación del holocausto
Colaboró con el negacionista del Holocausto Gerd Honsik, ya sea en distintos eventos o en la distribución en España de la obra de Honsik Freispruch für Hitler? 37 ungehörte Zeugen wider die Gaskammer? (¿Absolución para Hitler? en español), libro que se encuentra prohibido en Alemania.

### Antecedentes penales
Hasta el año 1997 Schweiger fue arrestado cuatro veces. En 1990 fue condenado a tres meses y a nueve meses de prisión condicional por intentar fomentar el renacimiento del Nazismo contraviniendo la Verbotsgesetz. Delante del jurado llamó a Auschwitz un «monumento a la mentira». Después de la publicación en el año 1995 de su libro Evolution und Wissen – Neuordnung der Politik fue arrestado el año siguiente. En 1997 el jurado de Leoben lo condenó a dieciséis meses, de nuevo por fomentar el renacimiento del Nazismo. Por ese mismo delito fue condenado el 17 de junio de 2009 por el tribunal de Klagenfurt a dos años de cárcel, y el 21 de abril de 2010 por el tribunal de Graz a veintiún meses.

## Obra
- Mythos Waffen-SS. Militärische Leistung und weltanschauliches Fundament einer europäischen Elitetruppe (2007)
- Deutschlands neue Idee. Nationales Manifest für Deutschland & Europa (2004)
- Evolution und Wissen. Neuordnung der Politik. Grundsätze einer nationalen Weltanschauung und Politik (1995)
- Geld und Weltpolitik (1984)
- Weltpolitik und die Zukunft des Deutschen Volkes (1983)
- Wahre Dein Antlitz. Politik, Lebensgesetze und die Zukunft des deutschen Volkes (1963)
- Das Recht auf Wahrheit